# Honorat Antoní
Honorat Antoní (llatí: Honoratus Antoninus) fou bisbe de Constantina, a la província romana d'Àfrica, en temps del rei vàndal Genseric. És l'autor d'una notable carta coneguda sota el títol d'Epistola ad Labores pro Christo ferendos Exhortatoria, escrita vers 437-440 i dirigida a un hispanoromà de nom Arcadi, antic amic de Genseric, que havia estat desterrat per causa de la seva fe catòlica, i en la qual el conforta de la seva desgràcia. Arcadi fou martiritzat posteriorment.
Aquesta epístola fou publicada per primer cop per Johannes Sichard al seu Antidot. contra omnes Haereses, fol. Basil. 1528, i serà trobat al Magna Bibl. Patr., fol. Colon. 1618, vol. v. p. iii., en Bibl. Patr. fol. Paris, 1644 and 1654. vol. iii., al Bibl. Patr. Max., Lugd. fol. 1677, vol. viii. p. 665, i a l'obra de Thierry Ruinart Historia Persecutionis Vandalicae, 8vo. Paris, 1694, pt. 2.100.4. p. 433.